# Oratoire de Llandaff
L’oratoire de Llandaff est un petit sanctuaire catholique situé à Van Reenen, dans la province du KwaZulu-Natal, en Afrique du Sud. Cette modeste chapelle en brique rouge a été construite par un dénommé Joseph Maynard Mathews en mémoire de son fils Llandaff, mort à 28 ans en portant secours à huit de ses collègues lors d'un accident à la mine de Burnside Colliery le 19 mars 1925. Elle est classée Monument national.
Après avoir envisagé dans un premier temps de placer une plaque en souvenir de son fils disparu dans l'église de Ladysmith, Joseph Maynard Mathews, un magistrat à la retraite, décide finalement de consacrer son énergie à édifier une chapelle dédiée à sa mémoire. Une fois cette tâche réalisée, il choisit de consacrer sa vie à Dieu et entre chez les Dominicains le 7 mai 1926. 
De façon symbolique, ce petit oratoire très sobre a une capacité de huit places, huit étant le nombre de personnes sauvées par Llandaff Mathews lors de l'accident. D'un point de vue architectural, le sanctuaire s'inspire librement de la cathédrale de Cardiff, au Pays de Galles. Des offices religieux sont célébrés de façon régulière une fois par mois, de même que des mariages.